# Hằng số tích phân
Trong giải tích, tích phân bất định của một hàm cho trước (hay là tập tất cả nguyên hàm) trên miền liên thông chỉ được định nghĩa bằng cách thêm một hằng số cộng, gọi là hằng số tích phân. Hằng số này biểu thị sự liên quan giữa tích phân bất định và nguyên hàm. Nếu hàm {\displaystyle f(x)} xác định trên một khoảng và {\displaystyle F(x)} là nguyên hàm của {\displaystyle f(x)} thì tập tất cả nguyên hàm của {\displaystyle f(x)} được cho bởi công thức {\displaystyle F(x)+C} với {\displaystyle C} là một hằng số bất kỳ (nghĩa là bất kỳ giá trị {\displaystyle C} nào sao cho {\displaystyle F(x)+C} là nguyên hàm hợp lệ). Đôi khi để đơn giản người ta lược bỏ hằng số tích phân trong danh sách tích phân.